# Perrette Pradier
Pour les articles homonymes, voir Pradier.
Perrette Chevau, dite Perrette Pradier, née le 17 avril 1938 à Hanoï et morte le 16 janvier 2013 à Rueil-Malmaison, est une actrice et directrice artistique française.
Actrice de cinéma et de théâtre, elle est avant tout l'une des voix les plus célèbres du doublage.
Surnommée « la papesse » ou « la reine », elle a entre autres prêté sa voix à Faye Dunaway, Jacqueline Bisset, Jane Fonda, Margot Kidder, Julie Andrews, Kate Jackson, Ursula Andress mais aussi à Mme Médusa dans Les Aventures de Bernard et Bianca.
Elle a également été une importante directrice artistique, supervisant les doublages de films et de séries tels que Aladdin, Les Tudors ou Ugly Betty.

## Biographie
Perrette Pradier fait ses débuts au cinéma et au théâtre à la fin des années 1950. La création de Boeing Boeing de Marc Camoletti en 1960, qu'elle jouera pendant plusieurs saisons, lui apporte une réelle notoriété. Son talent pour la comédie et sa superbe plastique lui valent de très nombreux rôles de jeunes premières ou de femmes fatales durant les années 1960, parmi lesquels Les Trois Mousquetaires ou Furia à Bahia pour OSS 117. Elle n'en conserve pas moins une importante activité au théâtre, notamment sous la direction de Jean Meyer. Les années 1970 sont marquées par de nombreuses apparitions à la télévision, que ce soit dans Au théâtre ce soir ou Les Jeux de 20 heures dont elle est une fréquente invitée.
À partir des années 1980, elle se consacre presque exclusivement au doublage, qu'elle a commencé en tant que comédienne dans les années 1960 et dont elle est devenue l'une des personnalités incontournables, prêtant sa voix à Faye Dunaway (dans la plupart de ses films à partir des années 1970), Jacqueline Bisset, Glenda Jackson, Diane Keaton, Margot Kidder (Superman), Julie Andrews (Victor Victoria) ou encore Kate Jackson (Drôles de dames, Les deux font la paire) mais aussi à de nombreux personnages d'animation comme Mme Médusa dans Les Aventures de Bernard et Bianca, Grièche dans Taram et le Chaudron magique ou à La Volière dans Le Bossu de Notre-Dame. Elle supervise également en tant que directrice artistique les doublages de films et séries tels que Aladdin, Les Tudors ou Ugly Betty.
Elle est également, à la télévision, une invitée récurrente de L'Académie des neuf dans les années 1980.

### Fin de vie
Opérée d'un anévrisme, elle meurt d'une crise cardiaque consécutive à l'intervention chirurgicale dans un établissement de convalescence de Rueil-Malmaison le 16 janvier 2013 à l'âge de 74 ans.

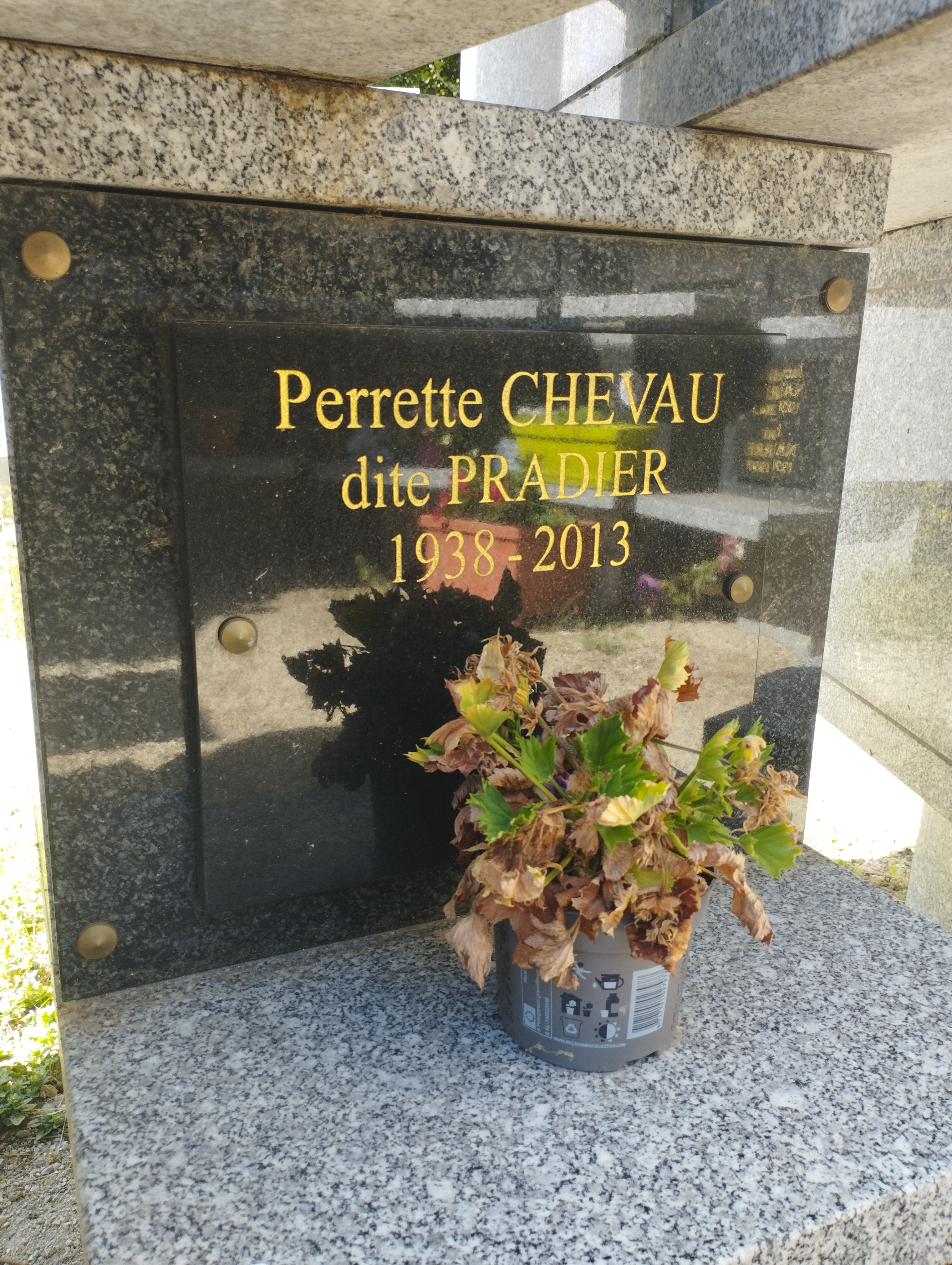
Plaque funéraire de Perrette Pradier au cimetière Pierre-Grenier à Boulogne-Billancourt.

Perrette Pradier est incinérée et l'urne contenant ses cendres est déposée au columbarium du nouveau cimetière de Boulogne-Billancourt (Hauts-de-Seine).

### Famille
Perrette Pradier est la mère de la comédienne Vanina Pradier et du comédien Fabrice Trojani, qu'elle a eu avec Michel Bedetti, comédien également.

## Théâtre
- 1960 : Boeing Boeing de Marc Camoletti, mise en scène Christian-Gérard, Comédie-Caumartin
- 1963 : Mary, Mary de Jean Kerr, mise en scène Jacques-Henri Duval, théâtre Antoine
- 1966 : La Bonne Adresse de Marc Camoletti, mise en scène Christian-Gérard, théâtre des Nouveautés
- 1966 : Monsieur Dodd d'Arthur Watkyn, mise en scène Jacques-Henri Duval, théâtre des Variétés
- 1967-1968 : Black Comedy de Peter Shaffer, mise en scène Raymond Gérôme, théâtre Montparnasse puis théâtre des Célestins
- 1971 : Six personnages en quête d'auteur de Luigi Pirandello, mise en scène Jean Meyer, théâtre des Célestins
- 1973 : Les Caves du Vatican d'André Gide, mise en scène Jean Meyer, théâtre des Célestins

1973 - Le Bal des cuisinières de Bernard Da Costa mise en scène par André Ernotte au Théâtre Sorano
- 1974 : Le Bourgeois gentilhomme de Molière, mise en scène Jean Meyer, théâtre des Célestins
- 1975 : Le Dindon de Georges Feydeau, mise en scène Jean Meyer, théâtre des Célestins
- 1975 : Le Légataire universel de Jean-François Regnard, mise en scène Jean Meyer, théâtre des Célestins
- 1976 : L'Impromptu de Versailles de Molière, mise en scène Jean Meyer, théâtre des Célestins
- 1976 : Les Fourberies de Scapin de Molière, mise en scène Jean Meyer, théâtre des Célestins
- 1977 : Le Sexe faible d'Édouard Bourdet,
- 1978 : Crime à la clef d'Alain Bernier et Roger Maridat, mise en scène Jean-Paul Cisife, théâtre Tristan-Bernard
- 1979 : L'Avare de Molière, mise en scène Jean Meyer, théâtre des Célestins
- 1981 : Le Malade imaginaire de Molière, mise en scène Jean Meyer, théâtre des Célestins
- 1981 : Volpone de Jules Romains et Stefan Zweig d'après Ben Jonson, mise en scène Jean Meyer, théâtre des Célestins
- 1983 : Le Bourgeois gentilhomme de Molière, mise en scène Jean Meyer, théâtre des Célestins
- 1983 : Le Dindon de Georges Feydeau, mise en scène Jean Meyer, théâtre des Célestins
- 1986 : Le Système Ribadier de Georges Feydeau, mise en scène Philippe Ogouz, théâtre La Bruyère
- 1986 : Le Résident de Sławomir Mrożek, mise en scène Georges Werler, théâtre des Mathurins
- 1997 : Le Saut du lit de Ray Cooney et John Chapman, mise en scène Jacqueline Bœuf, Théâtre Tête d'Or, avec Pascal Perréon, Janine Berdin, Philippe Royer, Chrystel Montagnon.

## Filmographie

### Cinéma
- 1959 : Les Scélérats de Robert Hossein : Louise Martin
- 1960 : La Brune que voilà de Robert Lamoureux : Sonia
- 1960 : Les Amours de Paris de Jacques Poitrenaud : Françoise Morel
- 1960 : Au voleur de Ralph Habib : Aménita
- 1961 : Le Jeu de la vérité de Robert Hossein : Florence
- 1961 : Les Trois Mousquetaires de Bernard Borderie : Constance Bonacieux
- 1961 : La Chambre ardente de Julien Duvivier : Lucy Desgrez
- 1962 : Les Sept Péchés capitaux, sketch « La Colère » de Sylvain Dhomme, Max Douy et Eugène Ionesco : La speakerine
- 1962 : Les Saintes Nitouches de Pierre Montazel : Catherine
- 1962 : Le crime ne paie pas de Gérard Oury : Hélène
- 1963 : Blague dans le coin de Maurice Labro : Betty
- 1963 : Blague dans le coin de Maurice Labro : Betty
- 1963 : Des frissons partout de Raoul André : Liza Lambert
- 1964 : Et vint le jour de la vengeance (Behold the Pale Horse) de Fred Zinnemann : Maria
- 1964 : Suzanne et les Cambrioleurs, court-métrage de Jean Bacqué
- 1964 : L'Amour à la chaîne de Claude de Givray : Corinne
- 1965 : Furia à Bahia pour OSS 117 d'André Hunebelle : Consuela Moroni I
- 1965 : L'Homme d'Istambul d'Antonio Isasi-Isasmendi : Elisabeth Furst
- 1966 : Le Judoka agent secret de Pierre Zimmer : Dominique Berg
- 1968 : Un cri dans l'ombre de John Guillermin : Jeanne-Marie
- 1970 : Céleste de Michel Gast : Catherine
- 1980 : Comme une femme de Christian Dura : Julie Sottoa

### Télévision

#### Téléfilms
- 1960 : Week-end surprise : Véra
- 1965 : L'Héritage : Coralie
- 1973 : Le temps de vivre, le temps d'aimer : Sylvie
- 1974 : Meurtre à crédit : Liz Barcher
- 1976 : Le Comédien : Antoinette
- 1983 : Paris-Madagascar, d’Anne Revel Bertrand (Téléfilm TF1)

#### Séries télévisées
- 1956 : La Famille Anodin (série télévisée)
- 1962-1963 : L'inspecteur Leclerc enquête de Marcel Bluwal et Yannick Andreï : Jacqueline
- 1964 : La caméra explore le temps : la comtesse Vetsera
- 1965 : Les Cinq Dernières Minutes, épisode La Chasse aux grenouilles de Claude Loursais : Maggy Taverny
- 1966 : Si Perrault m'était conté : Carabine
- 1973 : Le Temps de vivre... Le Temps d'aimer (série télévisée) : Sylvie Carel
- 1974 : Témoignages : Sylvie
- 1982 : L'Esprit de famille de Roland-Bernard : tante Philippa
- 1987 : Cinéma 16 - La Vieille Dame et l'Africain de Alain Dhouailly : Mme Gambarotti

#### Au théâtre ce soir
- 1968 : Au théâtre ce soir : Boléro de Michel Duran, mise en scène Fred Pasquali, réalisation Pierre Sabbagh, théâtre Marigny : Catherine
- 1970 : Au théâtre ce soir : Mary, Mary de Jean Kerr, mise en scène Jacques-Henri Duval, réalisation Pierre Sabbagh, théâtre Marigny : Tiffany
- 1970 : Au théâtre ce soir : La Brune que voilà de Robert Lamoureux, mise en scène Robert Thomas, réalisation Pierre Sabbagh, théâtre Marigny : Anne-Marie
- 1979 : Au théâtre ce soir : Crime à la clef d'Alain Bernier et Roger Maridat, mise en scène Jean-Paul Cisife, réalisation Pierre Sabbagh, théâtre Marigny : Solange
- 1979 : Au théâtre ce soir : Un amour exemplaire (Accord parfait) de Maurice Horgues, mise en scène Jacques Ardouin, réalisation Pierre Sabbagh, théâtre Marigny : Isabelle
- 1980 : Au théâtre ce soir : Décibel de Julien Vartet, mise en scène Max Fournel, réalisation Pierre Sabbagh, théâtre Marigny : Mathilde

#### Jeux télévisés
- 1976-1987 : Les Jeux de 20 heures (participation régulière).

## Doublage
Les dates en italique indiquent les sorties initiales des films pour lesquels Perrette Pradier a participé aux redoublages.

### Cinéma

#### Films
- Faye Dunaway dans :
  - Les Trois Mousquetaires (1973) : Milady de Winter
  - On l'appelait Milady (1974) : Milady de Winter
  - La Tour infernale (1974) : Susan Franklin (1er doublage)
  - Network : Main basse sur la télévision (1976) : Diana Christensen
  - Le Voyage des damnés (1976) : Denise Kreisler
  - Dot et le Kangourou (1977) : le Kangourou
  - Les Yeux de Laura Mars (1978) : Laura Mars
  - Le Champion (1979) : Annie
  - Maman très chère (1981) : Joan Crawford
  - Supergirl (1984) : Selena (1er doublage)[4]
  - Meurtre par intérim (1993) : Charlene Towne
  - Thomas Crown (1999) : la psychiatre
  - Changing Hearts (2002) : Betty Miller
  - Blind Horizon (2003) : Mme K

- Jacqueline Bisset dans :
  - Casino Royale (1967) : Julie Lacuisse
  - Le Voleur qui vient dîner (1973) : Laura Keaton
  - Monsieur St. Ives (1976) : Janet Whistler
  - Les Grands Fonds (1977) : Gail Berke
  - L'Empire du Grec (1979) : Liz Cassidy
  - Le Jour de la fin du monde (1980) : Kay Kirby
  - Riches et célèbres (1981) : Liz Hamilton

- Glenda Jackson dans :
  - Love (1969) : Gudrun Brangwen
  - La Symphonie pathétique (1969) : Antonina « Nina » Milyukova
  - Un dimanche comme les autres (1971) : Alex Greville
  - Marie Stuart, Reine d'Écosse (1972) : Élisabeth Ire
  - Jeux d'espions (1980) : Isobel von Schonenberg

- Jane Fonda dans :
  - Que vienne la nuit (1967) : Julie Ann Warren
  - Klute (1971) : Bree Daniels
  - Touche pas à mon gazon (1977) : Jane Harper
  - Le Cavalier électrique (1979) : Hallie Martin

- Lynn Redgrave dans :
  - Tout ce que vous avez toujours voulu savoir sur le sexe sans jamais oser le demander (1972) : la reine
  - Le Bus en folie (1976) : Camille Levy
  - Shine (1996) : Gillian
  - Un couple presque parfait (2000) : Helen Whitakker

- Sally Kellerman dans :
  - La Chasse aux dollars (1973) : Kitty Kopetzky
  - Deux affreux sur le sable (1980) : le Colonel
  - À fond la fac (1986) : Dr Diane Turner
  - That's Life! (1986) : Holly Parrish

- Julie Andrews dans :
  - Top Secret (1974) : Judith Farrow
  - S.O.B. (1981) : Sally Miles
  - Victor Victoria (1982) : Victoria « Viktor » Grant
  - Amours suspectes (2004) : Elle-même

- Inger Stevens dans :
  - Police sur la ville (1968) : Julia Madigan
  - Les Cinq Hors-la-loi (1969) : Evelyn Pittman
  - Cinq cartes à abattre (1969) : Lily Langford

- Sheree North dans :
  - L'Homme de la loi (1971) : Laura Shelby
  - L'Évadé (1975) : Myrna Spencer
  - Le Dernier des géants (1976) : Serepta

- Candice Bergen dans :
  - Les Charognards (1971) : Melissa
  - La Chevauchée sauvage (1975) : Miss Jones
  - Gandhi (1982) : Margaret Bourke-White

- Madeline Kahn dans :
  - On s'fait la valise, Docteur ? (1972) : Eunice Burns
  - Frankenstein Junior (1974) : Elizabeth
  - Le Frère le plus futé de Sherlock Holmes (1975) : Jenny Hill / Bessie Belwood

- Diane Keaton dans :
  - Woody et les Robots (1973) : Luna Schlosser
  - Guerre et Amour (1975) : Sonja
  - À la recherche de Mister Goodbar (1977) : Theresa

- Margot Kidder dans :
  - Superman (1978) : Lois Lane (1er doublage)
  - Superman 2 (1980) : Lois Lane
  - Superman 3 (1983) : Lois Lane

- Stella Stevens dans :
  - Les Corrupteurs (1968) : Stacey Woodward
  - Le Faiseur d'épouvantes (1978) : Amelia Crusoe

- Susannah York dans :
  - Faut-il tuer Sister George ? (1971) : Alice « Childie » McNaught
  - Gold (1974) : Terry Steyner

- Jessica Walter dans :
  - Un frisson dans la nuit (1971) : Evelyn Draper
  - Le Kid de la plage (1984) : Phyllis Brody

- Diana Dors dans :
  - Le Joueur de flûte (1972) : Dame Poppendick
  - Théâtre de sang (1973) : Maisie Psaltery

- Julie Christie dans :
  - Ne vous retournez pas (1973) : Laura Baxter
  - Le ciel peut attendre (1978) : Betty Logan

- Elke Sommer dans :
  - Dix petits nègres (1974) : Vera Clyde
  - Lisa et le Diable (1974) : Lisa Reiner

- Raquel Welch dans :
  - The Wild Party (1975) : Queenie
  - Y a-t-il un flic pour sauver Hollywood ? (1994) : elle-même

- Ann-Margret dans :
  - Le Privé de ces dames (1978) : Jezebel Dezire
  - Paiement cash (1986) : Barbara Mitchell

- Carol Burnett dans :
  - Un mariage (1978) : Katherine « Tulip » Brenner
  - Bruits de coulisses (1992) : Dotty Otley / Mrs Clackett

- Lily Tomlin dans :
  - Comment se débarrasser de son patron (1980) : Violet Newstead
  - Quand les jumelles s'emmêlent (1988) : Rose Shelton / Ratliff

- Helen Shaver dans :
  - Une défense canon (1984) : Clair Lewis
  - La Couleur de l'argent (1986) : Janelle

- Dana Ivey dans :
  - La Couleur pourpre (1985) : Miss Millie
  - Nuits blanches à Seattle (1993) : Claire Bennett

- Ursula Andress dans :
  - Soleil rouge (1971) : Cristina
  - Africa Express (1975) : Madeleine Cooper
- 1937 : Rue sans issue : Kay Burton (Wendy Barrie)
- 1943 : Voyage au pays de la peur : Josette Martel (Dolores del Rio)
- 1961 : Les Joyeux Fantômes : Flora di Roviano (Sandra Milo)
- 1965 : Super 7 appelle le Sphinx : Denise (Fabienne Dali)
- 1965 : Du suif dans l'Orient-Express : Violetta (Jana Brejchová)
- 1966 : L'agent Gordon se déchaîne de Sergio Grieco : Amalia (Rosalba Neri)
- 1966 : Des fleurs pour un espion : Geneviève Laffont (Emma Danieli)
- 1967 : Seule dans la nuit : Lisa (Samantha Jones)
- 1967 : Tony Rome est dangereux : Sally Bullock (Virginia Vincent)
- 1967 : Violence à Jericho : Claire (Carol Anderson)
- 1967 : Trois pistolets contre César : Mady (Delia Boccardo)
- 1967 : Les Trois Fantastiques Supermen : une spectatrice regardant l'escalade[Qui ?]
- 1967 : Le Voyage : Glenn (Salli Sachse)
- 1968 : Le crime, c'est notre business : Jackie (Jackie Joseph)
- 1968[5] : The Belle Starr Story : Belle Starr / Isabelle Shelley (Elsa Martinelli)
- 1968 : Le Grand Frisson : Bernice (Michele Carey)
- 1968 : Te casse pas la tête Jerry : Pamela Lester (Jacqueline Pearce) et Fern Averback (Pippa Benedict)
- 1968 : Casse au Vatican : Pamela Scott (Ira von Fürstenberg)
- 1969 : L'Étrangleur de Boston : Alice Oakville (Gwyna Donhowe)
- 1969 : Fleur de Cactus : Mme Durant (Irene Hervey)
- 1969 : Une poignée de plombs : Angela (Amy Thomson)
- 1969 : Opération V2 : Beth Scott (Suzanne Neve)
- 1969 : La Kermesse de l'Ouest : Elizabeth (Jean Seberg)
- 1969 : L'Arbre de Noël : Catherine Graziani (Virna Lisi)
- 1969 : John et Mary : Ruth (Sunny Griffin)
- 1969 : La Jeunesse du massacre : Nadia Novack (Gabriella d'Olive)
- 1969 : Hello, Dolly! : Gussie Granger / Ernestina Simple (Judy Knaiz)
- 1969 : Filles et show business : Maude (Joyce Van Patten)
- 1970 : M*A*S*H : le lieutenant Maria « Hot Dish » Schneider (Jo Ann Pflug)
- 1970 : Le Secret de la planète des singes : Albina (Natalie Trundy)
- 1970 : Django arrive, préparez vos cercueils : Trixie (Erika Blanc)
- 1970 : L'Ultime Randonnée : Rita Nebraska (Lauren Hutton)
- 1970 : L'Assaut des jeunes loups : Dr Bianca (Sylva Koscina)
- 1970 : Les Tueurs de la lune de miel : Myrtle Young (Marilyn Chris)
- 1970 : Les Cicatrices de Dracula : Alice (Delia Lindsay)
- 1970 : La Vallée des plaisirs : Kelly MacNamara (Dolly Read)
- 1971 : L'Hôpital : Barbara (Diana Rigg)
- 1971 : Quatre Mouches de velours gris : Nina Tobias (Mimsy Farmer)
- 1971 : Le Dernier Train pour Frisco : Katy Nolan (Diana Muldaur)
- 1971 : La Grosse Combine : Marcella (Pia Giancaro)
- 1971 : L'Affrontement : Jenny Benson (Brenda Vaccaro)
- 1971 : Priez les morts, tuez les vivants : Novoletta (Anna Zinnemann)
- 1971 : La Classe ouvrière va au paradis : Lidia (Mariangela Melato)
- 1971 : La Victime désignée : Christina Müller (Sandra Cardini)
- 1971 : Satan, mon amour : Roxanne Delancey (Barbara Parkins)
- 1971 : Le Baron rouge : Ilse (Karen Ericson)
- 1972 : La Conquête de la planète des singes : Mme Riley (Asa Maynor)
- 1972 : Jeremiah Johnson : la femme folle (Allyn Ann McLerie)
- 1972 : Fureur apache : Mme Riordan (Dran Hamilton)
- 1972 : Opération clandestine : Angela Holder (Skye Aubrey)
- 1972 : 3 Étoiles, 36 Chandelles : Sue Baxter (Nancy Olson)
- 1972 : Les Nouveaux Exploits de Shaft : la maîtresse de Mascola (Marilyn Hamlin)
- 1972 : Gunn la gâchette : Toni Lombardo (Luciana Paluzzi)
- 1972 : Tombe les filles et tais-toi : Jennifer (Viva)
- 1972 : Le Professeur : Elvira (Nicoletta Rizzi)
- 1973 : Opération Dragon : Tania (Ahna Capri)
- 1973 : L'Exorciste : Pazuzu (Mercedes McCambridge) (voix)
- 1973 : Les Bootleggers : Lou (Jennifer Billingsley)
- 1973 : Les Grands Fusils : la « fiancée » de Gesmundo (Loredana Nusciak)
- 1973 : Le Sexe fou : Madame Juliette / Celestina / la femme d'Enrico / Grazia / Tamara / la nonne / Donna Mimma Maccò / Tiziana (Laura Antonelli)
- 1973 : Duel dans la poussière : Kate Jarvis (Susan Clark)
- 1974 : Portier de nuit : Lucia Atherton (Charlotte Rampling)
- 1974 : La Grande Casse : Pumpkin Chase (Marion Busia)
- 1974 : Alice n'est plus ici : Flo (Diane Ladd)
- 1974 : Un silencieux au bout du canon : Lois Boyle (Diana Muldaur)
- 1974 : Truck Turner & Cie : Annie (Annazette Chase)
- 1975 : Rollerball : Mackie (Pamela Hensley)
- 1975 : Supervixens : SuperAngel / SuperVixen (Shari Eubank)
- 1975 : Shampoo : Jackie Shawn (Julie Christie)
- 1975 : Mahogany : Carlotta Gavina (Marisa Mell)
- 1975 : Apocalypse 2024 : Quilla June Holmes (Susanne Benton)
- 1975 : Le Tigre de papier : Talah (Irene Tsu)
- 1975 : Le Froussard héroïque : Lola Montez (Florinda Bolkan)
- 1976 : Panique en plein ciel : Cathy Armello (Lynda Day George)
- 1976 : L'inspecteur ne renonce jamais : la masseuse (Gloria Prince)
- 1976 : Buffalo Bill et les Indiens : Lucille DuCharme (Noelle Rogers)
- 1976 : Keoma : la patronne du bordel (Victoria Zinny)
- 1976 : Les Impitoyables : Jenny (Sybil Danning)
- 1976 : Meurtre pour un homme seul : Nicole Scott (Cornelia Sharpe)
- 1976 : L'Innocente : Teresa Raffo (Jennifer O'Neill)
- 1977 : Annie Hall : la femme du moustachu[Qui ?]
- 1977 : Un vendredi dingue, dingue, dingue : la coach adverse (Ruth Buzzi)
- 1977 : Le Continent oublié : Ajor (Dana Gillespie)
- 1977 : L'Île des adieux : Lil (Susan Tyrrell)
- 1977 : Le Parfait Tueur : Krista (Carmen Cervera)
- 1978 : Grease : Mme Murdock (Alice Ghostley)
- 1978 : Le Grand Sommeil : Agnes Lozelle (Joan Collins)
- 1978 : La Grande Bataille : Annelise Hackermann (Samantha Eggar)
- 1978 : American College : l'angelot de Larry Kroger (Tom Hulce)
- 1979 : Alien : Le Huitième Passager : « Maman » (Helen Horton) (voix)
- 1979 : Le Putsch des mercenaires : Nicole Ashton (Joan Collins)
- 1979 : Les Muppets, le film : Miss Piggy (Frank Oz) (voix)
- 1980 : Stardust Memories : la sœur de Sandy (Anne de Salvo)
- 1980 : Bronco Billy : Irène Lilly (Beverlee McKinsey)
- 1980 : Garçonne : Kathy Barnes (Sharon Farrell)
- 1980 : Mr. Patman : Miss Abadaba (Fionnula Flanagan)
- 1980[6] : Une nuit folle, folle : Mrs. Grimhaus (Irene Tedrow)
- 1980 : Cabo Blanco : Hera Beckdorff (Camilla Sparv)
- 1981 : Bandits, bandits : Mme Ogre (Katherine Helmond)
- 1981 : Rien que pour vos yeux : Jacoba Brink (Jill Bennett)
- 1981 : Charlie Chan and the Curse of the Dragon Queen : la reine Dragon (Angie Dickinson)
- 1981 : Meurtre au soleil : Daphne Castle (Maggie Smith)
- 1981 : Looker : Jennifer Long (Leigh Taylor-Young)
- 1982 : E.T., l'extra-terrestre : E.T[7].
- 1982 : Comédie érotique d'une nuit d'été : Adrian (Mary Steenburgen)
- 1982 : Partners : Jill (Robyn Douglass)
- 1983 : Flashdance : Tina Tech (Cynthia Rhodes)
- 1983 : Hysterical : Venecia (Julie Newmar)
- 1984 : La Belle et l'Ordinateur : la vendeuse de tickets (Miriam Margolyes)
- 1984 : L'Épée du vaillant : la dame de Lyonesse (Lila Kedrova)
- 1985 : Mad Max : Au-delà du dôme du tonnerre : Entité (Tina Turner)
- 1985 : L'Honneur des Prizzi : Irene Walker (Kathleen Turner)
- 1985 : Cluedo : Mademoiselle Rose (Lesley Ann Warren)
- 1985 : Mort sur le grill : Helene Trend (Louise Lasser)
- 1986 : Flagrant Désir : Marlene Bell-Ferguson (Lauren Hutton)
- 1986 : Nuit de noce chez les fantômes : Vickie Pearle (Gilda Radner)
- 1986 : La Petite Boutique des horreurs : 'Life' Magazine Reporter (Doreen Hermitage)
- 1986 : La Loi de Murphy : Joan Freeman (Carrie Snodgress)
- 1986 : Blue City : Malvina Kerch-Turner (Anita Morris)
- 1987 : Protection rapprochée : Lara Royce Craig (Jill Ireland)
- 1987 : Baby Boom : Mme Atwood (Elizabeth Bennett)
- 1987 : La Gagne : Ferguson Edwards (Lee Grant)
- 1988 : Beetlejuice : Sarah Dean (Maree Cheatham)
- 1988 : Une autre femme : Kathy (Betty Buckley)
- 1989 : L'amour est une grande aventure : Bernice Fedderman (Dee Dee Rescher)
- 1991 : Robin des Bois, prince des voleurs : Mortianna (Geraldine McEwan) (1er doublage)
- 1991 : La Putain : Liz (Theresa Russell)
- 1993 : Indiscrétion assurée : Pam O'Hara (Marcia Strassman)
- 1995 : Candyman 2 : Octavia Tarrant (Veronica Cartwright)
- 1995 : Nixon : Pat Nixon (Joan Allen)
- 1998 : Armageddon : Dottie (Grace Zabriskie)
- 1999 : Prémonitions : Ethel (Pamela Payton-Wright)
- 2002 : Magic Baskets : Sœur Thérésa (Anne Meara)
- 2004 : Garfield : Mme Baker (Eve Brent)
- 2005 : Otage : Louise (Kathryn Joosten)
- 2005 : Munich : Golda Meir (Lynn Cohen)
- 2009 : Duplicity : Pam Fraile (Kathleen Chalfant)
- 2009 : Jusqu'en enfer : Mme Ganush (Lorna Raver)
- 2010 : The Nutcracker in 3D : Frauw Eva / la Reine des rats (Frances de la Tour)

#### Films d'animation
- 1968 : Cyborg 009 (films 1 et 2) : Héléna
- 1972 : Fritz le chat : une des trois filles
- 1973 : Le Petit Monde de Charlotte : Charlotte A. Cavatica
- 1973 : D'Artagnan l'Intrépide : Milady
- 1977 : Les Aventures de Bernard et Bianca : Mme Médusa
- 1977 : Dot et le Kangourou : Mme Kangourou
- 1981 : Métal hurlant : la prostituée (segment Harry Canyon)
- 1983 : Les Dalton en cavale : Ma Dalton
- 1985 : Taram et le Chaudron magique : Grièche (1er et 2e doublages)
- 1986 : Basil, détective privé : la reine des souris
- 1986 : Fievel et le Nouveau Monde : Gussie Sourisfeller
- 1986 : Le Château dans le ciel : Dora
- 1987 : Le Big Bang : Una
- 1987 : The Chipmunk Adventure : Claudia Vorstein / Furschtein
- 1989 : Blanche-Neige et le Château hanté : Mère Nature
- 1990 : Le Prince Casse-noisette : la reine des souris
- 1994 : Le Roi lion : Sarafina
- 1994[8] : Pompoko : Oroku
- 1996 : Le Bossu de Notre-Dame : la Volière
- 1997 : Hercule : Atropos, première Parque
- 1998 : 1 001 Pattes : la reine des fourmis
- 1999 : Tarzan : la mère de Tantor
- 1999 : Le Prince de Noël: Casse Noisette : la fée Dragée
- 1999[9] : Mes voisins les Yamada : voix additionnelles
- 2000 : Dinosaure : Eema
- 2001 : Mickey, la magie de Noël : Ursula
- 2002 : Le Bossu de Notre-Dame 2 : la Volière (dialogues)
- 2002 : Mickey, le club des méchants : Ursula
- 2002 : Les 101 Dalmatiens 2 : la femme avec un chihuahua
- 2004 : Mulan 2 : La Mission de l'Empereur : la dame marieuse
- 2006 : Les Contes de Terremer : la marchande
- 2007 : Les Simpson, le film : la femme Inuit
- 2008 : Igor : Dr Holzwurm et la directrice de l'orphelinat
- 2008 : Ponyo sur la falaise : l'autre vieille dame
- 2009 : Totally Spies! Le Film : Mme Nathalia Scritch
- 2011 : Milo sur Mars : la superviseure
- 2012 : Ernest et Célestine : l'infirmière en chef souris

### Télévision

#### Téléfilms
- Kate Jackson dans :
  - Panique en plein ciel (1990) : Laurie Ann Picket
  - New York, alerte à la peste (1992) : Dr Nora Hart
  - Le Berceau vide (1993) : Rita Donahue
  - Jalousie maternelle (1996) : Dede Cooper
  - La Coupable idéale (1998) : Kit Gallagher
  - La Cinquième Sœur (2000) : Olivia Bartis
  - La Conviction de ma fille (2006) : Maureen Hansen

- Lynn Redgrave dans :
  - Le Tour d'écrou (1974) : Miss Jane Cubberly
  - Gauguin the savage (1980) : Mette Gad

- Jacqueline Bisset dans :
  - Contre tout l'or du monde (2008) : Isabella
  - Le Tumulte des sentiments (2010) : Isabella Caldwell

- Faye Dunaway dans :
  - Un amour éternel (2009) : Odette Simone
  - Ma vie est un enfer (2010) : Gina

- Rançon pour un homme mort (1971) : Leslie Williams (Lee Grant) (1er doublage)
- Victoire à Entebbé (1976) : l'agent israélien (Eunice Christopher)
- Charlie Cobb Détective : Belle nuit pour une pendaison (1977) : Martha McVea (Stella Stevens)
- Lumières rouges (1984) : Kathy (Farrah Fawcett)
- Prête-moi ta vie (1985) : la princesse Alexandra (Gina Lollobrigida)
- Noël dans la montagne magique (1986) : Jezebel (Anita Morris)
- Psychose 4 (1990) : Norma Bates (Olivia Hussey)
- Quelqu'un demeure ici (2000) : Sally Beckert (Margot Kidder)

#### Séries télévisées
- Kate Jackson dans :
  - Drôles de dames (1976-1979) : Sabrina Duncan
  - Les deux font la paire (1983-1987) : Amanda King
  - Ally McBeal (1997) : Barbara Cooker
  - New York 911 (2004) : Jan Martin
  - Esprits criminels (2007) : Elizabeth Prentiss

- Faye Dunaway dans :
  - Les Anges du bonheur (2001) : Dr Rebecca Markham
  - Les Experts (2006) : Lois O'Neill
  - Grey's Anatomy (2009) : Dr Margaret Campbell

- Polly Bergen dans :
  - Le Souffle de la guerre (1983) : Rhoda Henry (mini-série)
  - Desperate Housewives (2011) : Stella Wingfield (2e voix)[10]

- Jacqueline Bisset dans :
  - Nip/Tuck (2006) : James LeBeau
  - Rizzoli & Isles (2011) : Constance Isles

- Jamie Rose dans :
  - Lady Blue (1985) : l'inspecteur Katy Mahoney
  - Duo d'enfer (1990) : Samantha Douglas

- 1964-1968 : Peyton Place : Constance MacKenzie (Dorothy Malone)
- 1971 : Columbo - Attente (Lady in Waiting) : Beth Chadwick (Susan Clark)
- 1972-1974 : Poigne de fer et séduction : Caroline di Contini (Nyree Dawn Porter)
- 1975 : Columbo : Rosanna Wells (Poupee Bocar)
- 1975 : Starsky et Hutch : la secrétaire de Tallman (Simone Griffeth (en))
- 1976 : Moi Claude empereur : Messaline (Sheila White)
- 1977 : Le Parrain : Kay Adams-Corleone (Diane Keaton) (mini-série)
- 1978 : Dancin' Days : Carminha (Pepita Rodrigues)
- 1978 : La Préférée : Germana Steen (Arlete Salles)
- 1978-1979 : Colorado : Charlotte Buckland Seccombe (Lynn Redgrave) (mini-série)
- 1979-1981 : Buck Rogers au XXVe siècle : Wilma Deering (Erin Gray)
- 1981-1986 : Falcon Crest : Julia Cumson (Abby Dalton)
- 1981 : Magnum : Joan Gibson (Vera Miles) (saison 2, épisode 8)
- 1987 : À nous deux, Manhattan : Nina Stern (Jane Kaczmarek)
- 1993 : Lucky Luke : Ma Dalton (Ruth Buzzi)
- 1997-1998 : Un pasteur d'enfer : Glenda (Anne Lambton)
- 2005 : The Shield : Monica Rawling (Glenn Close)
- 2005 : Smallville : Bridgette Crosby (Margot Kidder)
- 2005-2011 : Weeds : Heyla James (Tonye Patano)
- 2009 : Mentalist : Muriel Renfrew (Charlotte Cornwell (en)) (Saison 1, épisode 11)
- 2011-2012 : Grand Hôtel : Lady (Asunción Balaguer) (1re voix)
- 2012 : Breaking Bad : Dorothy Yobs (Kathleen Brady[11]) (saison 5, épisode 7)

#### Séries d'animation
- 1974 : Hong Kong Fou Fou : Rose-Marie
- 1976 : Waldo Kitty : Félicia
- 1978 : Starzinger : Dr Kitty
- 1983-1984 : Lucky Luke : Ma Dalton, Annabelle Phelps et Lulu Carabine
- 1985 : Les Mondes engloutis : Massmédia
- 1989 : SOS Polluards : Emma
- 1992 : La Petite Sirène : la sorcière (épisode 12)
- 1993-1994 : Bonkers : Pesette Papier
- 1996-1998 : Le Livre de la jungle, souvenirs d'enfance : Rahma
- 1998-1999 : Hercule : Atropos et Gaïa
- 2011 : Wakfu : Moumoune (saison 2)

### Jeux vidéo
- 2002 : Kingdom Hearts : Ursula
- 2006 : Kingdom Hearts 2 : Ursula
- 2012 : Disney Princesses : Mon royaume enchanté : Ursula

### Direction artistique
Les dates en italique indiquent les sorties initiales des films pour lesquels Perrette Pradier a participé aux redoublages.

#### Films
- 1971 : Charlie et la Chocolaterie (2e doublage)
- 1977 : Rencontres du troisième type (2e doublage, 2001)
- 1992 : Un faire-part à part
- 1993 : L'Incroyable Voyage
- 1996 : Space Jam
- 1997 : George de la jungle
- 1997 : La Femme du pasteur
- 1999 : Just Married (ou presque)
- 2001 : Un homme d'exception
- 2003 : George de la jungle 2
- 2003 : Les 101 Dalmatiens 2
- 2004 : Suspect Zero
- 2004 : Et l'homme créa la femme
- 2005 : Secrets de famille
- 2006 : The Hard Corps
- 2006 : Raymond
- 2006 : Little Manhattan
- 2007 : Reservation Road[12]
- 2008 : The Lazarus Project
- 2009 : Histoires enchantées
- 2009 : Les deux font la père
- 2009 : Pour l'amour de Bennett[11]
- 2009 : La Proposition
- 2011 : Un jour
- 2012 : Joyful Noise
- 2012 : Les Copains chasseurs de trésor

#### Films d'animation
- 1940 : Fantasia (4e doublage, 2010)
- 1977 : Peter et Elliott le dragon (2e doublage, 2003)
- 1989 : La Petite Sirène (2e doublage, 1998)
- 1992 : Aladdin
- 1994 : Le Roi lion
- 1994 : Le Retour de Jafar
- 1996 : Aladdin et le Roi des voleurs
- 1997 : Hercule
- 1997 : Les Musiciens de Brême
- 1998 : Mulan
- 1998 : Le Roi lion 2
- 1998 : Pocahontas 2 : Un monde nouveau
- 1999 : Fantasia 2000
- 2000 : Titan A.E.
- 2000 : La Route d'Eldorado
- 2002 : Spirit, l'étalon des plaines
- 2002 : Le Bossu de Notre-Dame 2
- 2003 : Sinbad : La Légende des sept mers
- 2004 : La ferme se rebelle
- 2004 : Mulan 2
- 2005 : Robots
- 2005 : Kuzco 2
- 2011 : Milo sur Mars

#### Séries télévisées
- Les Années collège (avec Béatrice Delfe)
- The Big C
- Caraïbes offshore
- Commander in Chief
- Demain à la une
- Disparition (mini-série)
- La Dynastie des Strauss (mini-série)
- Dirt
- Le Fugitif
- Un gars du Queens (avec Roland Timsit)
- The Job
- Nick Cutter et les Portes du temps
- Le Protecteur
- Rescue Me : Les Héros du 11 septembre
- Salut les frangins
- Scandal (saison 1)
- The Street
- Les Tudors
- Un gars du Queens
- Ugly Betty
- Veep (saisons 1 et 2)

#### Téléfilms
- 1998 : Le combat de Ruby Bridges
- 2004 : Pour que la vie continue...
- 2007 : Le secret de la gourde magique

#### Séries d'animation
- Dilbert
- Gadget Boy
- La Petite Sirène
- Hercule
- Spectacular Spider-Man

## Distinctions
- 1960 : prix Suzanne-Bianchetti.